# Hoplitis bullifacies
Hoplitis bullifacies är en biart som beskrevs av Charles D. Michener 1947. Hoplitis bullifacies ingår i släktet gnagbin, och familjen buksamlarbin. Inga underarter finns listade i Catalogue of Life.

## Beskrivning
Huvud och mellankropp är svarta; honan har dock röda markeringar på käkarnas spetsar, och röda partier på benen. På bakkroppen har honan tergiterna två till sex röda, fyra till sex med ökande mörkt mittparti, och resten svart. Hanen har tergiterna ett till fyra röda, ibland med mörkt mittparti. Arten är ett helt litet bi; honan är omkring 6 mm lång, hanen 5,5 till 6 mm.

## Utbredning
Utbredningsområdet omfattar delar av västra USA: Kalifornien och Nevada.

## Ekologi
Som alla gnagbin är Hoplitis bullifacies solitär, honan svarar själv för bobyggnaden och omsorgen om avkomman.
Arten är polylektisk, den flyger till blommande växter från många olika familjer, som korgblommiga växter, strävbladiga växter, ärtväxter, blågullsväxter och videväxter.